# Élections en Papouasie-Nouvelle-Guinée
La Papouasie-Nouvelle-Guinée est une démocratie multipartite, dont les institutions sont fondées principalement sur le système de Westminster. L'exécutif est issu d'un Parlement monocaméral élu au suffrage universel direct tous les cinq ans (à moins d'une dissolution anticipée).
L'art. 101 de la Constitution dispose que les députés soient élus à partir de circonscriptions uninominales, dont certaines sont des 'circonscriptions provinciales'. Un total de 118 députés sont élus, dont 96 dans des circonscriptions 'ordinaires', et 22 élus dans des 'circonscriptions provinciales' - c'est-à-dire que les citoyens dans chacun des vingt-deux provinces du pays élisent un représentant de leur province. Un député doit avoir au moins 25 ans, et avoir résidé dans sa circonscription au moins deux ans au moment de l'élection, ou bien au moins cinq ans au cours de sa vie. (art.103).

## Système électoral
Le Parlement national est composé de 118 sièges pourvus pour cinq ans au vote à second tour instantané dans autant de circonscriptions électorales uninominales. Dans chacune d'elles, les électeurs classent trois candidats par ordre de préférence. Est alors élu le candidat qui recueille la majorité absolue des premières préférences. À défaut, le candidat arrivé en dernier est éliminé, et les secondes préférences de ses électeurs sont répartis aux autres candidats. L'opération est répétée jusqu'à ce qu'un candidat obtienne de manière cumulée la majorité absolue. L'électeur est tenu de choisir ni plus ni moins que trois candidats, et les classer par ordre de préférence sur son bulletin de vote : ceux comportant moins ou plus de trois préférences sont considérés invalides,. S'il n'y a que trois candidats dans sa circonscription, il doit en classer au moins deux. S'il n'y a que deux candidats, il doit indiquer au moins celui qui a sa préférence,.
Sur les 118 sièges, 96 sont pourvus dans des circonscriptions « ordinaires » couvrant le pays, tandis que les 22 sièges restants le sont dans des circonscriptions provinciales qui recouvrent les premières en suivant les limites des 22 provinces. Dans ces dernières, le vainqueur devient également le gouverneur de la province concernée. Les candidats doivent avoir au moins 25 ans, et avoir résidés dans leur circonscription depuis au moins deux ans au moment de l'élection, ou bien au moins cinq ans au cours de leur vie.
Le nombre de sièges ordinaires varie en fonction de la population du pays. Il était ainsi de 89 sièges en 2012 et 2017, contre 96 en 2022. Le Parlement peut en outre nommer jusqu'à trois membres supplémentaires par un vote favorable à la majorité qualifiée des deux tiers des députés élus. Cette disposition est cependant rarement mise en application.
À la suite des élections, les nouveaux députés renouvellent leurs confiance dans le Premier ministre sortant, ou bien choisissent un nouveau Premier ministre.

## Historique
La Papouasie-Nouvelle-Guinée avait employé un système de vote alternatif, d'inspiration australienne, pendant la période d'autonomie sous souveraineté australienne (1964-1975), puis avait adopté le système électoral britannique au moment de l'indépendance en 1975 : le scrutin uninominal majoritaire à un tour. En 2006, toutefois, le pays est revenu à un système de vote alternatif, où les électeurs classent des candidats par ordre de préférence dans leur circonscription,.
Les raisons de l'adoption d'un système de vote alternatif ont trait aux particularités du pays. L'implantation de partis politiques y est très faible ; dans cette nation aux multiples communautés autochtones, de langues et de coutumes variées, les électeurs ont eu nettement tendance à voter pour un candidat issu de leur communauté. Le scrutin majoritaire à un tour eut pour conséquence l'élection de candidats dont la communauté avait la prééminence démographique dans une circonscription, sans avoir à conquérir les voix d'une majorité absolue d'électeurs. Aux élections de 1992, par exemple, « près de la moitié [des députés] furent élus avec moins de 20 % des voix - un candidat fut élu en ayant obtenu seulement 6,3 % ». Les citoyens dont la communauté n'était pas représentée, voire ignorée par l'élu, s'estimaient souvent marginalisés. Le vote alternatif est conçu pour contraindre les candidats à faire campagne au-delà de leur communauté ethnique, puisqu'il leur faut être classé au moins second par les électeurs de communautés voisines afin de l'emporter,.
En outre, il avait été estimé que le scrutin majoritaire à un tour, dans ce contexte, avait avivé les tensions et les violences au moment des élections. Lors des élections de 1997 et 2002, des cas de corruption, d'intimidation et de violences, faisant plusieurs morts, frappèrent les régions les plus reculées, les plus isolées et les moins développées du pays (les Hautes-Terres), alors que des groupes armés tentaient d'empêcher des citoyens de communautés 'rivales' de voter.
Traditionnellement, la perception demeure en Papouasie-Nouvelle-Guinée que la politique est une 'affaire d'hommes'. De 2002 à 2012, Dame Carol Kidu (citoyenne naturalisée, d'origine australienne) fut la seule femme députée - élue dans la capitale, Port Moresby. La proposition visant à créer des sièges réservés aux femmes fut abandonnée dans le contexte de la crise constitutionnelle de 2011-2012.